# Bloomberg Television
Bloomberg Television är en 24-timmars global TV-nätverk som sänder affärs- och finansnyheter. Nätverket distribueras globalt, och når över 200 miljoner hushåll världen över. Bloomberg Television ägs och drivs av Bloomberg L.P. och har sitt internationella huvudkontor i New York samt sitt europeiska huvudkontor i London och asiatiska huvudkontor i Hongkong.

## Kanaler

### Aktuella kanaler
- Bloomberg Television (från USA)
- Bloomberg UTV (från Indien)
- Bloomberg International
- Bloomberg Asia Pacific (Hongkong och Singapore)
- Bloomberg Europe (från London)
- Bloomberg HaberTurk (från Istanbul) (turkiska)

### Tidigare kanaler
- Bloomberg Brasilien (från São Paulo och New York) (portugisiska)
- Bloomberg Tyskland (tyska)
- Bloomberg Frankrike (franska)
- Bloomberg Italien (italienska)
- Bloomberg Japan (japanska)
- Bloomberg Spanien (spanska)

## Internationella kanalen
I februari 2009 meddelade Bloomberg Television att de upphör med sin verksamhet på några av de internationella varianter av kanalen och istället ägna större fokus på en mer internationell Bloomberg kanal.
Av den anledningen upphörde den 9 mars 2009 de lokala kanaler i Tyskland, Frankrike, Italien och Spanien sin verksamhet. Idag finns endast en alleuropeiska version i hela Europa, Bloomberg Europa (International). Den är tillgängliga via kabel och via vissa digital-TV-företag. Sedan 9 mars 2009 använder Bloomberg nu sin befintliga internationella produktionsteam i Hongkong (Direkt Asien), Europa (Bloomberg Europe) och Amerika för att lägga en mer global känsla till kanalen. Bloomberg International erbjuder programmering från Hongkong tidigt på morgonen, producerad av Bloomberg Asien (International), från London på förmiddagen, producerad av Bloomberg Europe (International) och från sitt högkvarter i New York på eftermiddagen. Varje Bloomberg får lokala reklam och en relevant affärsnyheter tickar på skärmen.
Bloomberg Japan upphörde sändningar den 30 april 2009. Kanalen har nu ersatts av Bloomberg Asien (International)
Under 2009 integrerades även Bloomberg Brasilien och Bloomberg Latinamerika i den globala Bloomberg kanal.
Bloomberg är associerad medlem i: Karibien Cable & Telecommunications Association och Västindien Cable Cooperative.

## Konkurrenter
Bloomberg Television största konkurrenter i USA är CNBC och Fox Business Network, de internationella konkurrenterna är:
- Al Jazeera English
- Australien Network
- BBC World News
- CNN International
- CCTV-9
- Deutsche Welle
- Euronews
- Fox News Channel Internationell
- Frankrike 24
- Russia Today
- Press TV
- Sky News International